# Oncideres vitiliga
Oncideres vitiliga är en skalbaggsart som beskrevs av Martins 1981. Oncideres vitiliga ingår i släktet Oncideres och familjen långhorningar. Inga underarter finns listade i Catalogue of Life.